# Daniela Spanic
Daniela Elena Spanic Utrera , mais conhecida como Daniela Spanic  (Ortiz, 10 de dezembro de 1973) é uma atriz, modelo, apresentadora e empresária venezuelana. Irmã gêmea da também atriz Gabriela Spanic.

## Biografia

### 1973—07: Primeiros anos e início da carreira
Começou sua carreira como modelo, principalmente com ensaios fotográficos e de publicidade. Desde de muito jovem Daniela, juntamente com sua irmã Gabriela, está no meio do entretenimento. Começaram suas carreiras na Venezuela onde nasceram, e pouco tempo depois despontaram em toda América Latina, e nos Estados Unidos, onde Daniela alavancou sua carreira como modelo.
Daniela assim como a irmã Gabriela Spanic já atuou em telenovelas, primeiramente ela não quis se dedicar a carreira de atriz por ser conhecida mundialmente como modelo.
Ela fez cenas ocasionais sendo a protagonista da trama Como você, nenhuma de 1995, novela que sua irmã protagonizava, anos após recebeu o convite para ser uma das gêmeas na telenovela A Usurpadora, onde iria contracenar com sua irmã Gabriela Spanic que veio a ser a protagonista, atuando como "Paola e Paulina". Em 2002 assina contrato com a TV Azteca para interpretar Blanca em A Dúvida sua última telenovela desde então. Mais tarde, em 2007, ela também atuou no filme mexicano Fray Martín de Porres.

### 2008—2011: Problemas de saúde, gravidez e polêmicas
Foi no México onde vive há mais de três anos que Daniela conheceu o seu atual marido, o empresário Ademar Nahum com quem tem uma filha chamada Katalina. Mesmo sendo uma mulher jovem, e com boa saúde, Daniela passou por momentos complicados durante a gravidez de sua primogênita, e no 4º mês de gestação ela sofreu um derrame cerebral, após se queixar de fortes dores de cabeça. Os médicos que a atenderam na Cidade do México resolveram induzir o coma, para garantir que não haveria nenhuma sequela para ela ou para o bebê. Felizmente,  Daniela se recuperou e a menina nasceu sem qualquer problema de saúde..
Após todos esse problemas, Daniela atravessa mais momentos complicados: a discórdia entre a sua família e seu marido. Sua irmã Gabriela, juntamente com seus familiares, acusa publicamente Ademar de ser o causador do afastamento total de Daniela. O fato foi desencadeado durante a recuperação de Daniela, a mãe das gêmeas se manifestou em entrevista dizendo que Ademar não gosta do fato da cunhada Gabriela ser mãe solteira e não a quer por perto de Daniela. Desde então não se falam mais, e Daniela não quer tocar no assunto quando questionada pela imprensa.
Recentemente, no fim do ano de 2009, Daniela conseguiu a cidadania mexicana por ser casada com um mexicano e viver a mais de três anos no México, demonstrando sua total afinidade com o país.

### 2012—Atualmente: Retorno a TV, mudança de imagem e reconciliação com sua irmã gêmea
Sua volta à televisão aconteceu em fevereiro de 2013, como apresentadora de um programa de entrevistas Desde Adentro con Dani, do canal americano Univisión, além de citar que esta focada na sua nova imagem perante o público e no teatro para voltar a atuação. Em setembro de 2017, Daniela se reconciliou com sua irma gêmea Gaby Spanic dez anos depois, confirmado pelo programa do Telemundo Suelta la Sopa e do amigo de infância delas, Carlos Mesber. Atualmente se dedica a pintura e está retirada da atuação desde 2020 quando realizou  seu último projeto até então, segundo a própria não pensa em voltar a atuar ou se colocar no meio do ambiente  televisivo.

## Filmografia
| Ano         | Título                 | Papel                                            | Tipo           | Função        | Emissora    | Pais        |             |
| Telenovelas | Telenovelas            | Telenovelas                                      | Telenovelas    | Telenovelas   | Telenovelas | Telenovelas | Telenovelas |
| ----------- | ---------------------- | ------------------------------------------------ | -------------- | ------------- | ----------- | ----------- | ----------- |
| 1994-1995   | Como tú, ninguna       | Gilda Barreto / Raquel Sandoval(Cenas ocasionais | Novela         | Dublê         | Venevision  | Venezuela   |             |
| 1998        | La Usurpadora          | Paola / Paulina (Cenas ocasionais)               | Novela         | Dublê         | Televisa    | México      |             |
| 2002        | La Duda                | Blanca                                           | Novela         | Coadjuvante   | TV Azteca   | México      |             |
| Filmes      |                        |                                                  |                |               |             |             |             |
| 2007        | Fray Martín de Porres  | Francisca                                        | Filme          | Coadjuvante   |             | México      |             |
| 2020        | Sobre Tus Huellas      | Professora de Flamenco                           | Filme          | Coadjuvante   |             | México      |             |
| Programas   |                        |                                                  |                |               |             |             |             |
| 2013        | Desde Adentro con Dani | Ela Mesma                                        | Programa de Tv | Apresentadora |             | México      |             |